# Dicerothamnus rhinocerotis

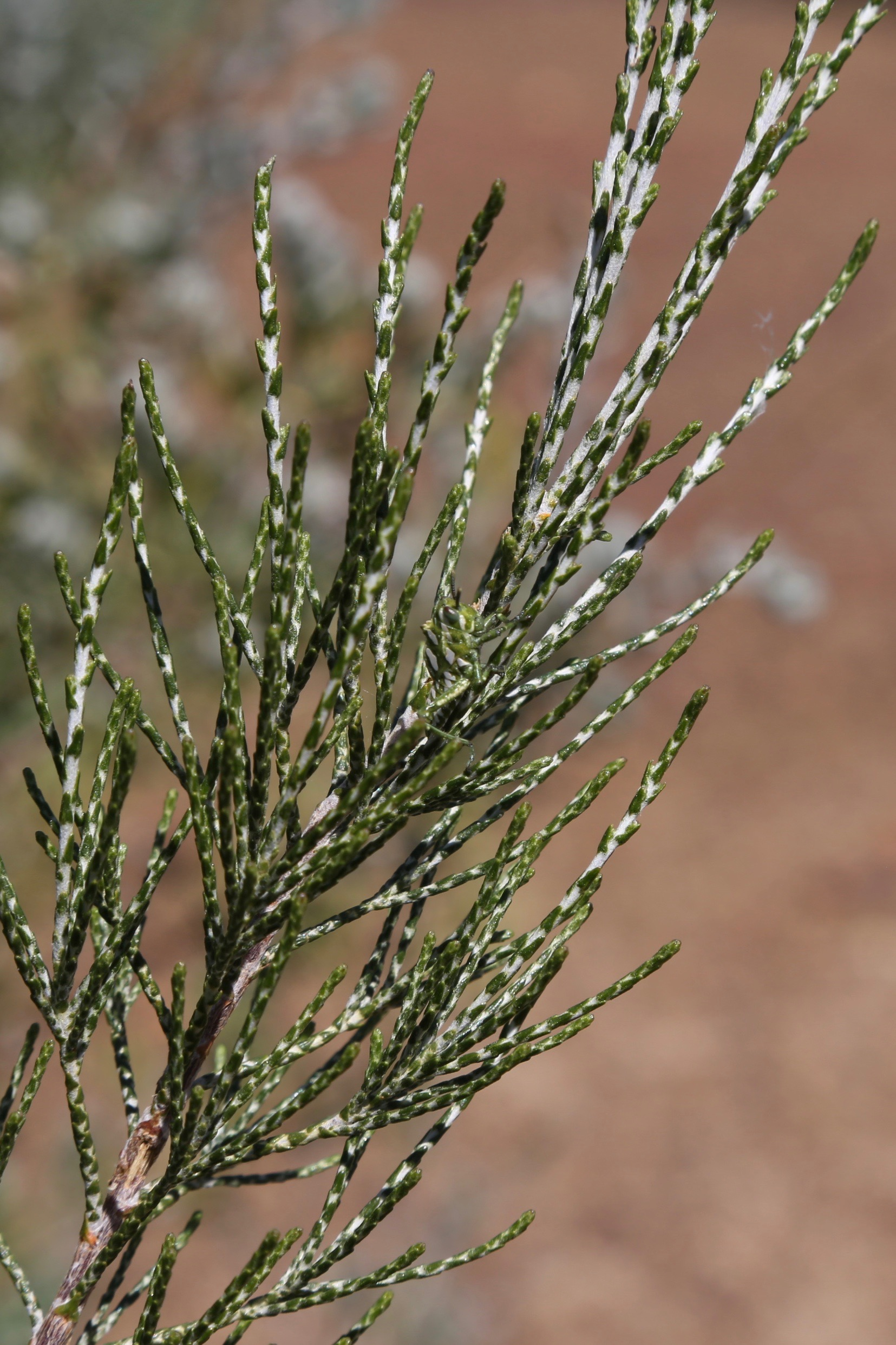
Šupinaté listy a bílé chlupy

Dicerothamnus rhinocerotis, syn. Elytropappus rhinocerotis, je stálezelená, nevysoká, do široka rozložená keřovitá rostlina, endemit Jihoafrické republiky, kde roste v provinciích Západní, Východní a Severní Kapsko a částečně i na jihu Namibie. Vyskytuje se jako dominantní druh v tamním ekosystému renosterveld, pojmenovaném podle jejího jména, které afrikánsky zní "renosterbos".
Přestože rostlina byla na mnoha úrodných rovinatých místech vymýcena a nahrazena obilninami, celkově ohrožena není. Roste hojně i na místech nevhodných k pěstování užitkových rostlin, ať již z důvodu vyšší nadmořské výšky, suchého klimatu nebo špatně dostupného svažitého terénu, kde dokáže v krátké doby vytvoří rozlehlé jednodruhové porosty.

## Taxonomie
Druhové jméno rhinocerotis (rhinoceros latinsky nosorožec) je odvozeno od domněnky, že se rostlinou v minulosti živili nosorožci, kteří dnes v jižní Africe, stejně jako sloni a lvi, již nežijí. Druh byl původně začleněn do rodu Stoebe, později přeřazen do rodu Elytropappus, který je nyní shledán parafyletickým a je rozdělen do tří nových. Elytropappus rhinocerotis je proto uváděn pod novým vědeckým jménem Dicerothamnus rhinocerotis, které však dosud není plně uznáváno.

## Ekologie
Dicerothamnus rhinocerotis roste na úživnějších jemnozrnných půdách, nejčastěji na zvětrávajícím pískovcovém, břidlicovitém nebo žulovitém podloží v nadmořské výšce od 200 do 1900 m n. m. Vyskytuje se v oblastech s ročním úhrnem srážek 250 až 600 mm, z nichž většina spadne v zimních měsících. Rostlina prosperuje i na velmi suchých místech s prostupnou půdou, neboť její kůlovitý kořen může být až 6 m dlouhý a dosáhne do podzemní vody. Mladý semenáč s krátkým kořínkem je extrémně citlivý na sucho nebo zastínění, je slabý konkurent v zapojeném porostu. Dospělý jedinec snese krátkodobě mráz i sníh, v případě poškození nadzemní části rychle obrazí z kořene.
Vyskytuje se na místech, která občas bývají postižena stepním požárem, při kterém hoří suchý travinový a keřovitý porost. Oheň je rozdmýcháván větrem, šíří se velmi rychle a povrchově, obvykle nepostihuje hlubší kořeny rostlin a vypadaná semena. Požáry přicházejí v období vrcholícího sucha, těsně před obdobím dešťů. Následná vláha urychlí rašení nových rostlin z kořenů i klíčení semen v půdní bance. Po požáru a dešti vzklíčí i semena dopravená již v minulosti na nová místa, kde byla dosud zastíněna vyššími rostlinami.

## Popis
Vytrvalý keř s prutovitými větvemi, které jsou ve stáří dlouhé až 2 m, mají lysou, šedavou kůru a vyrůstají z nich vztyčené tenké větvičky. Ty jsou hustě porostlé střídavými, trojúhelníkovitými, šupinovitými a k větvičkám těsně přitisklými listy velkými 2 × 1 mm, které jsou po obvodě celokrajné, mírně podvinuté a pokryté tečkovitými žlázkami. Mezi listy hustě prorůstají jemné bílé chlupy, které svým vlnitým vzhledem propůjčují rostlině šedavý vzhled.
U vrcholu větviček roste množství nenápadných květních úborů složených nejčastěji ze tří drobných, oboupohlavných květů s pětizubou, trubkovitou korunou žlutě zbarvenou. Úbor je kryt víceřadým, ve zralosti nahnědlým zákrovem, jehož vnitřní listeny jsou blanité. Plod je drobná, eliptická, podélně žebrovaná nažka s chmýrem, který je na bázi srostlý, na vrcholu péřitý a za podpory větru ji šíří daleko do okolí. Květy rozkvétají na počátku zimy, bývají opylovány větrem a semena uzrávají koncem zimy.
Rostliny se přirozeně rozšiřují semeny, která nejlépe klíčí po ošetření kouřem a vysetá na podzim. Spolehlivější je rozmnožování řízky z mladých větviček s patkou starého dřeva, které dobře koření ve vlhké a teplé půdě. Rostliny mají málo přirozených nepřátel, mezi občasné a nepříliš nebezpečné patří nelétavé saranče Lentula obtusifrons spásající listy a červci rodů Cerus, Refrolix a Renosteria sající šťávy listů.

## Význam
Dicerothamnus rhinocerotis obsahuje hojně glykosidů a tříslovin, jakož i neobvyklou kyselinu rinocerotinovou a diterpen labdan. U původních obyvatel sloužívá k léčbě koliky, nadýmání a průjmu u malých dětí. Dospělí ji používají hlavně proti poruše zažívání a jako hořké tonikum na povzbuzení chuti k jídlu, někdy slouží i k vyvolání pocení při léčbě chřipky. Dětí užívají odvar z čerstvých nebo prášek ze sušených konců mladých větviček, dospělí je macerují v alkoholu. Odborníci zkoumají potenciální vliv na zastavení nádorového onemocnění.